# Felsenmeer (Schonwald)
Koordinaten: 48° 51′ 55,5″ N, 8° 43′ 31,8″ O
Das Gebiet Felsenmeer ist ein mit Verordnung vom 11. Dezember 2000 durch die Körperschaftsforstdirektion Freiburg ausgewiesener Schonwald (Schutzgebiet-Nummer 200094) in Baden-Württemberg.

## Lage
Das Schutzgebiet befindet sich nordwestlich von Würm. Es liegt vollständig im Naturpark Schwarzwald Mitte/Nord. Im Osten, Norden und Westen des Gebiets grenzt es an das Landschaftsschutzgebiet für den Stadtkreis Pforzheim. Es liegt im Stadtwald Pforzheim auf Teilen des Flurstücks Nr. 6440 und umfasst Teile der Abteilung 4 des Distriktes 3 „Urselwiesenberg“. IX.

## Vegetation
Im Schonwald kommen laut Waldbiotopkartierung die folgenden Pflanzen vor:
Weiß-Tanne, Wald-Frauenfarn, Gemeine Hainbuche, Gewöhnliches Hexenkraut, Drahtschmiele, Roter Fingerhut, Gewöhnlicher Dornfarn, Echter Wurmfarn, Rotbuche, Wald-Schwingel, Waldmeister, Ruprechtskraut, Echte Nelkenwurz, Kleines Springkraut, Gemeiner Efeu, Wiesen-Wachtelweizen, Einblütiges Perlgras, Wald-Flattergras, Mauerlattich, Wald-Sauerklee, Gemeine Fichte, Waldkiefer, Gewöhnlicher Tüpfelfarn, Vogelkirsche, Traubeneiche, Brombeere, Schwarzer Holunder, Roter Holunder, Vogelbeere, Eibe, Salbei-Gamander, Große Brennnessel.

## Schutzzweck
Der Schutzzweck des Schonwalds ist gemäß Schutzgebietsverordnung
- die Pflege und Erhaltung des naturnahen Buchen-Eichen-Tannenwaldes im oberen Teil des blockreichen Buntsandsteinhanges;
- die Pflege und Erhaltung des naturnahen und artenreichen Laubbaumwaldes am Unterhang.

## Betreuung
Wissenschaftlich betreut wird der Schonwald durch die Forstliche Versuchs- und Forschungsanstalt Baden-Württemberg (BVA).